# Irene Chias
Irene Chias (Erice, 1973) è una scrittrice italiana.

## Biografia
Esordisce nel 2010 con Sono ateo e ti amo, edito da Elliot e poi nuovamente da Laurana nel 2022. Il romanzo le vale l’inclusione fra “I magnifici under 40” della letteratura italiana da parte de “Il Sole 24 Ore” . 
Nel 2013 Mondadori pubblica il suo Esercizi di sevizia e seduzione che vince i premi Mondello opera italiana e Mondello giovani nel 2014. Una sezione del libro viene tradotta in inglese nel numero 14 del periodico statunitense Trafika Europe dal titolo Italian Piazza e dedicato ad autori italiani come Chias, Nicola Lagioia, Elisa Biagini ed Edgardo Franzosini. Dello stesso romanzo, nel 2022 viene pubblicata la traduzione in lingua maltese dall'editore Horizons col titolo Mur Ġibek, vincitore del National Book Prize 2023 per la categoria Traduzione .
A novembre 2016 va in stampa il romanzo Non cercare l'uomo capra , Laurana Editore. Il libro, attraversato dai temi della migrazione e della diversità, è accompagnato dalla postfazione dello scrittore di origine senegalese Pap Khouma intitolata Le Afriche inconsce che ciascuno ha dentro. 
Sempre con Laurana pubblica nel 2020 Fiore d'agave, fiore di scimmia, che nel 2023 viene tradotto in maltese dall'editore Klabb Kotba Maltin col titolo Fjura tas-sabbara, fjura tax-xadina.
Nel 2023, per i tipi di Laurana, esce Rocchesante, un romanzo corale che prende il nome da un paesino immaginario dell'entroterra siciliano, una Sicilia "delle pecore e senza mare", dove la modernità è arrivata all'improvviso innestandosi con virulenza su una cultura arcaica e impreparata, dando luogo a crasi surreali. Il volume appare brevemente nel video musicale del singolo Segui i tuoi demoni di Mario Venuti, di cui Chias cofirma il soggetto. Rocchesante viene inserito nella classifica di qualità dal settimanale La Lettura, supplemento del Corriere della Sera, fra i migliori romanzi del 2023  e in quella della rivista culturale online L’indiscreto fra le migliori opere italiane uscite tra maggio e settembre dello stesso anno . Il romanzo, nel 2024, è tra i vincitori dell Premio letterario nazionale Carlo Piagga - Città di Capannori. 
Sempre nel 2023, viene pubblicato in inglese il suo Chapbook Lido Esperanto: three short stories dall'editore maltese Ede Books. 
Nel 2024 esce il longform true-crime Malovento. Il caso Santa Morina nella collana Zolfo nero di Zolfo Editore. Il racconto ripercorre le tappe personali e processuali di un fatto di cronaca risalente al 2002.   
Nel 2025 viene pubblicato, di nuovo per Zolfo, Il macellaio deve morire. Il caso Bachmeier , in cui l'autrice torna ad affrontare il dilemma etico sulla giustizia fai-da-te davanti al fallimento del sistema.    
Suoi racconti sono apparsi in Granta Italia, varie raccolte e su Repubblica.

## Opere

### Romanzi
- Sono ateo e ti amo, Elliot, Roma, 2010, {{ISBN|978-88-6192-139-9}}; Laurana, Milano, 2022, {{ISBN|978-88-31984-98-0}}

- Esercizi di sevizia e seduzione, Mondadori, Milano, 2013, {{ISBN|978-88-04-62476-9}}

- Non cercare l'uomo capra, Laurana, Milano, 2016 {{ISBN|978-88-98451-57-9}}
- Fiore d'agave, fiore di scimmia, Laurana Milano 2020 {{ISBN|978-88-31984-54-6}}
- Rocchesante, Laurana, Milano 2023 {{ISBN|979-12-80845-39-9}}

### Narrazioni brevi
Racconti
- Fimmina sturduta, in Misia Donati e Ilaria Silvuni (a cura di), The Sleepers: Racconti tra sogno e veglia, Azimut, Roma, 2008 [32]
- Quel fantasma nel Villino, La Repubblica Palermo, 11 agosto 2013[33]
- Io e Arturo, in AAVV Cristina D’Avena - 50 anni di sogni, Laurana, Milano, 2014 [34]
- Morale della favola, in Antonio Pagliaro (a cura di), Palermo criminale, Laurana, Milano, 2014[35]
- La Trasmissione dei sogni, in Nuovi Argomenti n.75, Mondadori, settembre 2016
- Il posto del sale, in Nuova Prosa n.69, ottobre 2018 [36]
- L'ascesa, in Paolo Siena (a cura di), Sicilia dietro i vetri, Torri del vento edizioni, Palermo, 2019
- Oro, incenso, mirra. E polvere da sparo, TrovaSicilia - la Repubblica, 18 dicembre 2019

#### Altre narrazioni
- Soffio, in Matteo B. Bianchi e Giorgio Vasta (a cura di), Nuovo dizionario affettivo della lingua italiana, Fandango, Roma, 2019[37]
- Daniel dalla carne, Liberazioni, giugno 2022[38]
- Fiore di scimmia: da Jermyn a Dattilo, un secolo di evoluzione nella percezione dell’orrore, Liberazioni, marzo 2023[39]
- Malovento. Il caso santa Morina, Zolfo editore, Milano, 2024
- Il macellaio deve morire. Il caso Bachmeier, Zolfo editore, Milano, 2025